# 잃어버린 너 (드라마)
《잃어버린 너》는 1987년 5월 3일에 MBC TV에서 방영된 베스트셀러극장이다.

## 줄거리
원작자 김윤희의 자전적 내용이 담긴 소설을 드라마화한 작품.
여대생 윤희(권재희)는 미국 유학을 떠나는 약혼자 충식(노주현)을 전송한 지 얼마 지나지 않아 충식이 미국에서 교통사고로 사망했다는 소식을 듣고 충격에 빠진다.
충식 일가가 급격히 몰락하고 충식의 어머니(한영숙)마저 세상을 떠나는 등의 상황 속에서 괴로운 나날을 보내던 윤희는 어느 날 충식의 친구(강태기)로부터 충식이 살아 있다는 이야기를 듣고 또 한번 충격을 받게 되는데...

## 출연
- 노주현
- 권재희
- 강태기
- 홍성민
- 한영숙
- 이영후
- 나문희
- 이숙
- 이상숙
- 김경림
- 권계희